# Hotchkiss M1879

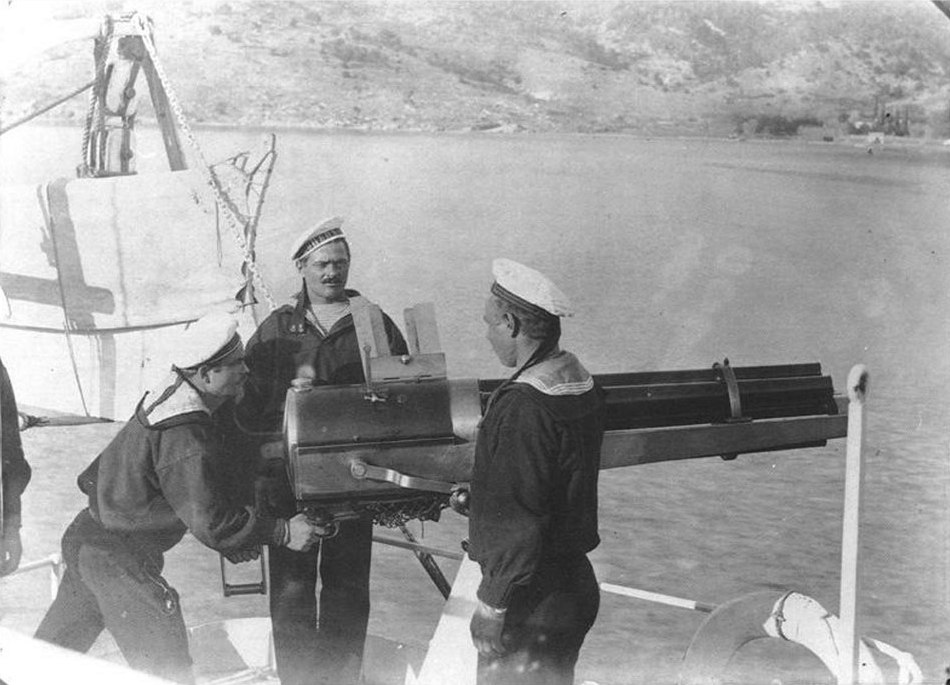
Armata Hotchkiss M1879 na pokładzie rosyjskiej kanonierki „Donieck”

Hotchkiss M1879 – francuska wielolufowa armata morska produkowana pod koniec XIX wieku.
W 1873 roku we francuskiej firmie Hotchkiss powstała pięciolufowa armata Hotchkiss M1873 kalibru 37 mm o konstrukcji analogicznej do kartaczownicy Gatlinga. Działo to zostało wprowadzone do uzbrojenia wielu państw, głównie w wersji na podstawie morskiej. Główną wadą działa M1873 był niewielki kaliber i związana z nim niewielka donośność pocisków i ich siłą niszcząca. Dlatego w firmie Hotchkiss postanowiono skonstruować działo o podobnej konstrukcji, ale większym kalibrze.
W 1879 roku powstała nowa armata kalibru 47 mm. Zwiększenie kalibru, przy dążeniu do ograniczenia masy spowodowało, że liczbę luf ograniczono do trzech. Działo było produkowane w wersjach działa polowego i armaty okrętowej różniących się podstawą. We Francji określana była jako canon-revolver.
Działo Hotchkiss M1879 posiadało trzy lufy umieszczonych wokół wspólnej osi. Wiązka luf była obracana przy pomocy korby. Podczas obrotu następowały kolejne etapy cyklu pracy broni. Zasilanie broni przy pomocy naboi zespolonych. Z łuską zespolony był pocisk o masie 465 g posiadający prędkość początkową 435 m/s i donośność 4400 m. Naboje były podawane ze stałego magazynka. Maksymalna szybkostrzelność sięgała 35 strz./min. W wersji działa polowego armata posiadała kąt ostrzału równy 6° w poziomie i -10 do +15° w pionie.
Z uwagi na duży ciężar kompletnego działa (950 kg), została następnie zastąpiona przez jednolufową szybkostrzelną armatę Hotchkiss M1885 tego samego kalibru.